# Baylee Littrell
Baylee Thomas Wylee Littrell es un cantante country estadounidense. Debutó con el álbum «770-Country» el 15 de noviembre de 2019. Es el hijo del miembro de los Backstreet Boys, Brian Littrell. 

## Primeros años
Littrell nació el 26 de noviembre de 2002 en Atlanta, Georgia. Es hijo del cantante Brian Littrell, miembro de los Backstreet Boys, y de la actriz y modelo Leighanne Wallace. Es hijo único.
Littrell jugó en distintos equipos de baloncesto, siendo entrenado por su padre siempre. Practicó karate, lacrosse, fútbol americano y fútbol. Con seis años fue diagnosticado con el Síndrome de Kawasaki, una enfermedad causada por la inflamación de los vasos sanguíneos de alrededor del corazón.
Littrell ha recibido educación en casa desde que tenía siete años, y pudo saltarse un curso. Baylee siguió estudiando a la vez que trabajaba en el mundo del entretenimiento, con su padre como su director musical y su madre como su representante.

## Carrera

### Carrera temprana
Littrell se metió en el mundo de la música con tan solo dos años, acompañando a su padre en el Never Gone Tour de los Backstreet Boys. Sin embargo, nunca se interesó realmente en la música hasta primer grado, cuando asistió a distintos campamentos de verano de bandas musicales, teatro y actuación. Con seis o siete años, Littrell comenzó a escribir sus propias canciones, que consistían en pequeños poemas. Con seis años, su profesora de piano descubrió el talento vocal de Baylee tras escucharlo cantar. Con ocho años hizo una pequeña parodia con su primo para el colegio, haciendo que eran parte de una banda. Esto le llevó a darse cuenta de que aquello era lo que quería hacer realmente: seguir los pasos de su padre, a pesar de que este estuviese preocupado por ello. Con el tiempo, empezó a tomar clases de actuación, canto, piano y aprendió a tocar la guitarra gracias a su padre Brian. 

### Broadway
Cuando tenía 13 años, su familia se mudó de Atlanta al Upper West Side de Manhattan, pues iba a hacer su debut en Broadway como parte del musical «Disaster!», interpretando a los gemelos Ben y Lisa. El musical se estrenó el 8 de marzo de 2016 en el Teatro Nederlander. Gracias a su actuación, le nominaron al premio «Drama Desk».

### Solista
Con tan solo nueve años, Baylee ya era el telonero de los Backstreet Boys y de su padre en sus conciertos en estadios a nivel mundial. Normalmente interpretaba únicamente dos canciones. Cuando terminó de trabajar en el musical en Broadway, les anunció a sus padres que quería comenzar una carrera como cantante country. Tras esto, comenzó a escribir sus propias canciones, escuchando a Florida Georgia Line.
El 3 de abril de 2019, los Backstreet Boys anunciaron a Baylee como telonero de su gira norteamericana, parte del DNA World Tour. La gira arrancó el 12 de julio de 2019 en Washington D. C., en el Capital One Arena, y terminó en septiembre de ese mismo año.
El 31 de octubre de 2019, Littrell se unió al cantante country Chris Lane en algunos de sus conciertos de su gira Big Big Plans en Cincinnati, Louisville y Atlanta.
El 15 de noviembre de 2019, Littrell lanzó su álbum debut, «770-Country», bajo BriLeigh Records. El álbum contiene temas compuestos y producidos por compositores como Gary Baker, Corey Crowder, Seth Ennis, Tyler Hubbard, Steven Lee Olsen, Daniel Ross o el propio Littrell. Además, incluye canciones como «Boxes», «Don't Knock It» o «We Run This Beach».
En mayo de 2022, se anunció que Littrell estaba trabajando en su segundo álbum.
El 27 de julio de ese mismo año, Littrell se unió a su padre y al resto de integrantes de los Backstreet Boys en un partido benéfico de sóftbol en Columbus, Ohio. Lo recogido fue para On Our Sleeves, un movimiento para la salud mental infantil creado por expertos de la salud conductual del Nationwide Children's Hospital.
El 9 de septiembre de 2022, Littrell lanzó su segundo álbum, «EP, Vol. 1».
En marzo de 2025, Baylee se presentó a American Idol, recibiendo un ticket dorado para Hollywood. Durante su audición también cantó a dueto con su padre.

## Influencias
Littrell ha afirmado en algunas ocasiones que algunas de sus mayores influencias musicales son Tim McGraw, Florida Georgia Line, George Strait o Johnny Cash. También dijo que su miembro favorito de los Backstreet Boys, aparte de su padre Brian Littrell, era AJ McLean.

## Vida privada
Actualmente, Littrell vive en Alpharetta, Georgia, junto a sus padres. Es muy privado respecto a su vida sentimental.
El 26 de junio de 2022, Baylee perdió a su abuela materna por una enfermedad cardíaca. Dijo que ella había sido siempre una gran influencia para él.

## Discografía

### Álbumes
| Álbum       | Detalles del álbum                                               |
| ----------- | ---------------------------------------------------------------- |
| 770 Country | - Lanzamiento: 15 de noviembre de 2019 - Sello: BriLeigh Records |
| EP Vol. One | - Lanzamiento: 9 de septiembre de 2022 - Sello: BriLeigh Records |

### Sencillos
| Año  | Soltero             | Álbum       |
| ---- | ------------------- | ----------- |
| 2018 | «Don't Knock It»    | 770 Country |
| 2019 | «Boxes»             | 770 Country |
| 2019 | «We Run This Beach» | 770 Country |
| 2020 | «Some Guys»         | 770 Country |
| 2022 | «Gone»              | EP. Vol One |
| 2022 | «Change Your Mind»  | EP. Vol One |